# Gynoplistia (Gynoplistia) gnamma
Gynoplistia (Gynoplistia) gnamma is een tweevleugelige uit de familie steltmuggen (Limoniidae). De soort komt voor in het Australaziatisch gebied.